# 双龙工业园区
双龙工业园区是中华人民共和国吉林省松原市长岭县下辖的一个类似乡级单位。

## 行政区划
下辖以下地区：
号力宝村和幸福村。